# Peñas de Cabrera
Los abrigos de Peñas de Cabrera se ubican en el término municipal de Casabermeja (España). La totalidad del yacimiento recibe el nombre de uno de los enclaves, el de Peñas de Cabrera, también conocido como Las Piedras de Cabrera, aunque el complejo se compone de una importante serie de abrigos con manifestaciones rupestres, tanto pinturas como grabados.
La zona de Peñas de Cabrera, en concreto sus pinturas rupestres, se dieron a conocer científicamente en la década de los 1970 por parte de la Universidad de Málaga. Estos abrigos han sido estudiados por eminentes investigadores que han llevado a cabo trabajos muy diversos, englobados en actividades como prospecciones arqueológicas, realización de calcos, levantamientos topográficos y la elaboración de un inventario de los motivos rupestres, obra que ha servido de base para todos los trabajos posteriores y que recoge ciento treinta y cinco motivos rupestres repartidos en veintidós abrigos. 
El enclave arqueológico de Peñas de Cabrera presenta una treintena de abrigos rocosos, pintados y grabados con casi doscientas figuraciones, por lo que se convierten en uno de los yacimientos más interesantes para el estudio y comprensión del fenómeno rupestre esquemático y de las sociedades que lo concibieron y expresaron.

## El enclave
El enclave arqueológico de Peñas de Cabrera se encuentra en el término municipal de Casabermeja, próximo al llamado cortijo de Cabrera. La zona en que se encuentra el conjunto rupestre, presenta una superficie de unas 15 hectáreas, se sitúa a 666 m s. n. m., el manto vegetal se encuentra compuesto por un bosque poco denso de alcornoques, con abundantes arbustos y matorrales. Al este y al oeste del enclave se sitúan los arroyos de Mogea y los Pilones, encajados en gargantas hacia las que caen las laderas del Cerro de Cabrera. La característica más singular del yacimiento es la gran concentración de abrigos rocosos.

## Historia de la investigación

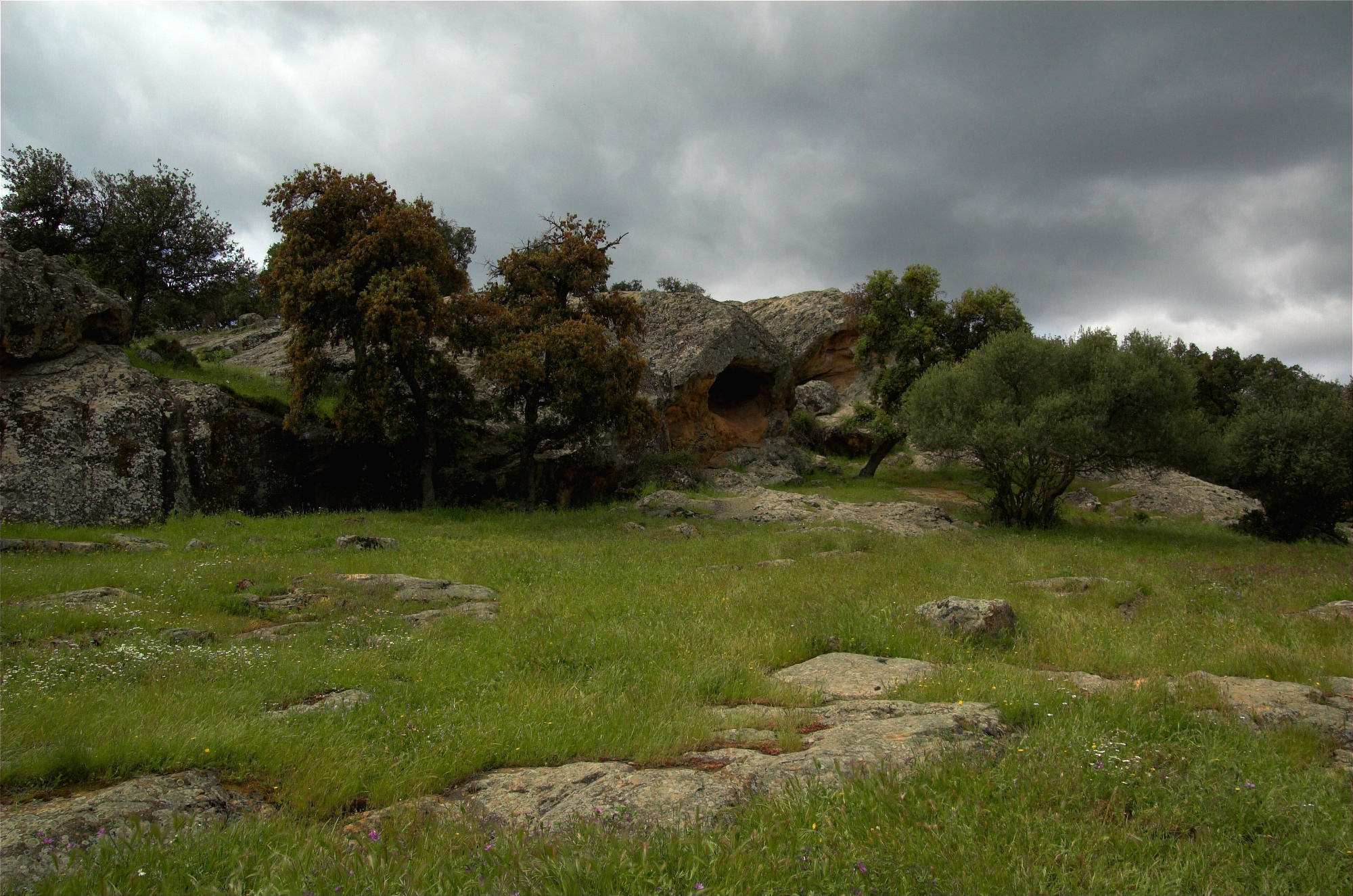
Peñas de Cabrera

### El descubrimiento del arte rupestre y los primeros estudios
El conjunto rupestre es descubierto en 1974 por un pastor, que  pone en conocimiento de su existencia a Sebastián Fernández, profesor de la Facultad de Filosofía y Letras de la Universidad de Málaga. Una vez que se verifica la autenticidad del yacimiento, se le encarga el primer estudio científico a Cecilio Barroso Ruíz y Francisca Medina Lara.
Los trabajos de investigación se organizaron en dos fases. La primera de ella consistió en una serie de prospecciones mediante la que se descubrió la mayor parte de abrigos rocosos con pinturas rupestres.
En la segunda fase, se llevó a cabo una prospección extensiva de la zona de afloramientos de areniscas. En esta fase se completó el levantamiento topográfico de todos los abrigos, se realizaron algunos calcos de las figuras más importantes y se elaboró un catálogo en el que registraron 135 motivos pintados repartidos en 23 abrigos.
El conjunto de arte rupestre, concentrado en el cerro de Cabrera y en sus abrigos rocosos, se define por sus pinturas de estilo esquemático y de otras formas grabadas, localizadas en el exterior e interior de los abrigos. Los diseños que se encuentran son circulares y lineales, además, se ha encontrado restos de material lítico y algunas estructuras de piedra. 

### La investigación actual
Una vez finalizados los trabajos de Cecilio Barroso y Francisca Medina en el enclave arqueológico de Peñas de Cabrera y de la Universidad de Málaga en el sepulcro megalítico del “Tajillo del Moro”, este enclave entra en una fase de cierto letargo, pudiendo destacarse su inclusión en algunos informes y estudios realizados por parte de la Dirección General de Bienes Culturales de la Consejería de Cultura de la Junta de Andalucía y del Centro Superior de Investigaciones Científicas (CSIC), centrado en los procesos de alteración de las rocas soporte.
Rafael Maura inicia sus estudios en 1999 como especialista del conjunto rupestre de Peñas de Cabrera y desde entonces ha realizado importantes aproximaciones y revisiones generales sobre diferentes aspectos del arte rupestre postpaleolítico en la provincia de Málaga.
En el año 2005 se retomó el proyecto de tutela y valorización del Conjunto Arqueológico Dólmenes de Antequera, además se diseñaron unas líneas de actuación orientadas a la consecución de una visión precisa de las sociedades que construyeron y usaron esta necrópolis megalítica, analizando estas construcciones funerarias y su entorno geográfico.
El proyecto de Investigación de “Sociedades, Territorios y Paisajes en la Prehistoria Reciente de las Tierras de Antequera”, engloba a la mayoría de los términos municipales de la mitad septentrional de la provincia de Málaga y se erige como el eje en el que se enmarcan los estudios presentes y futuros de estas estaciones rupestres, otorgándoles un sentido integrador y de proyección científica en torno a los dólmenes antequeranos.

## Arte rupestre

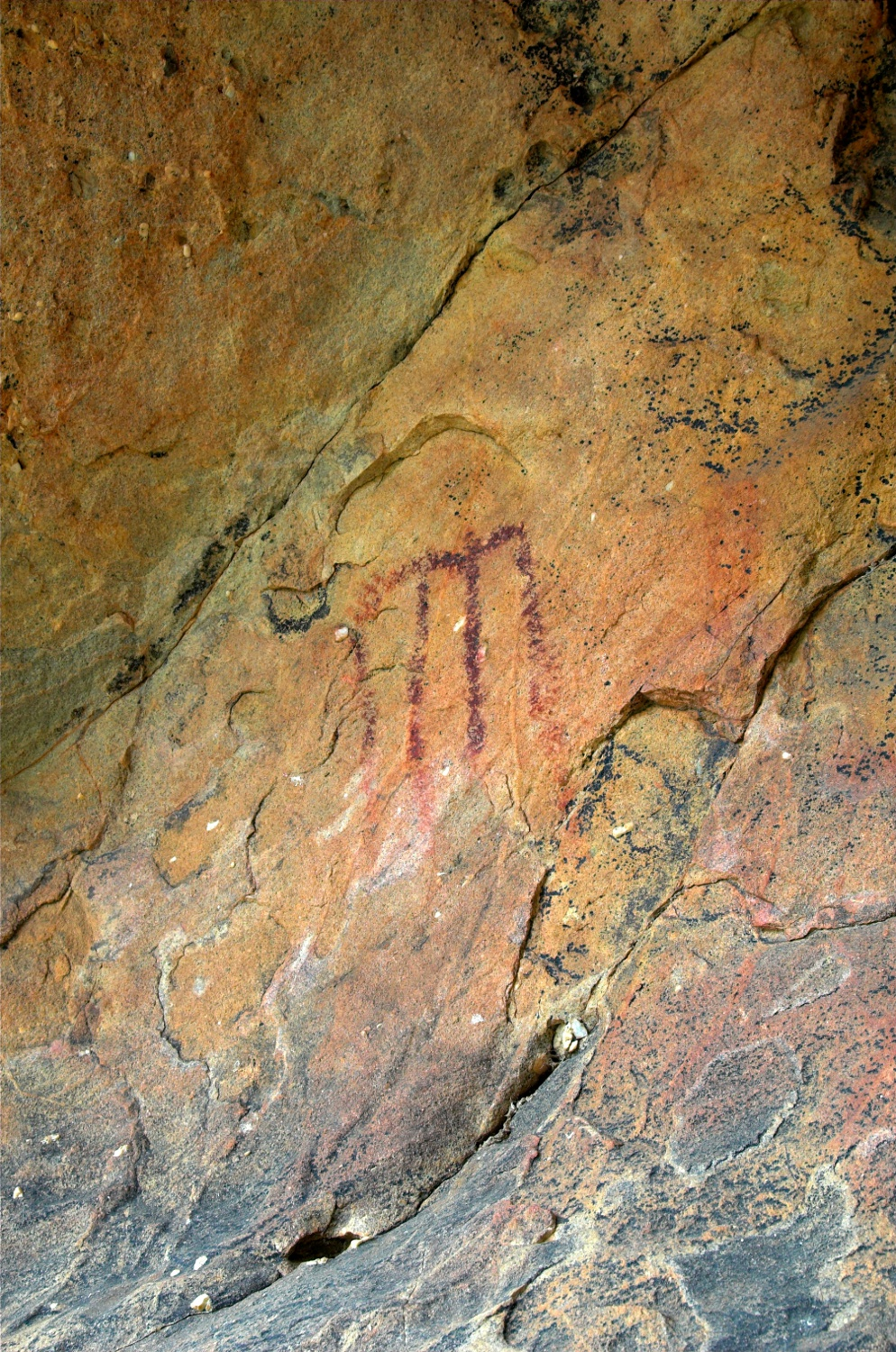
En el abrigo n.º 10 encontramos un pectiniforme.

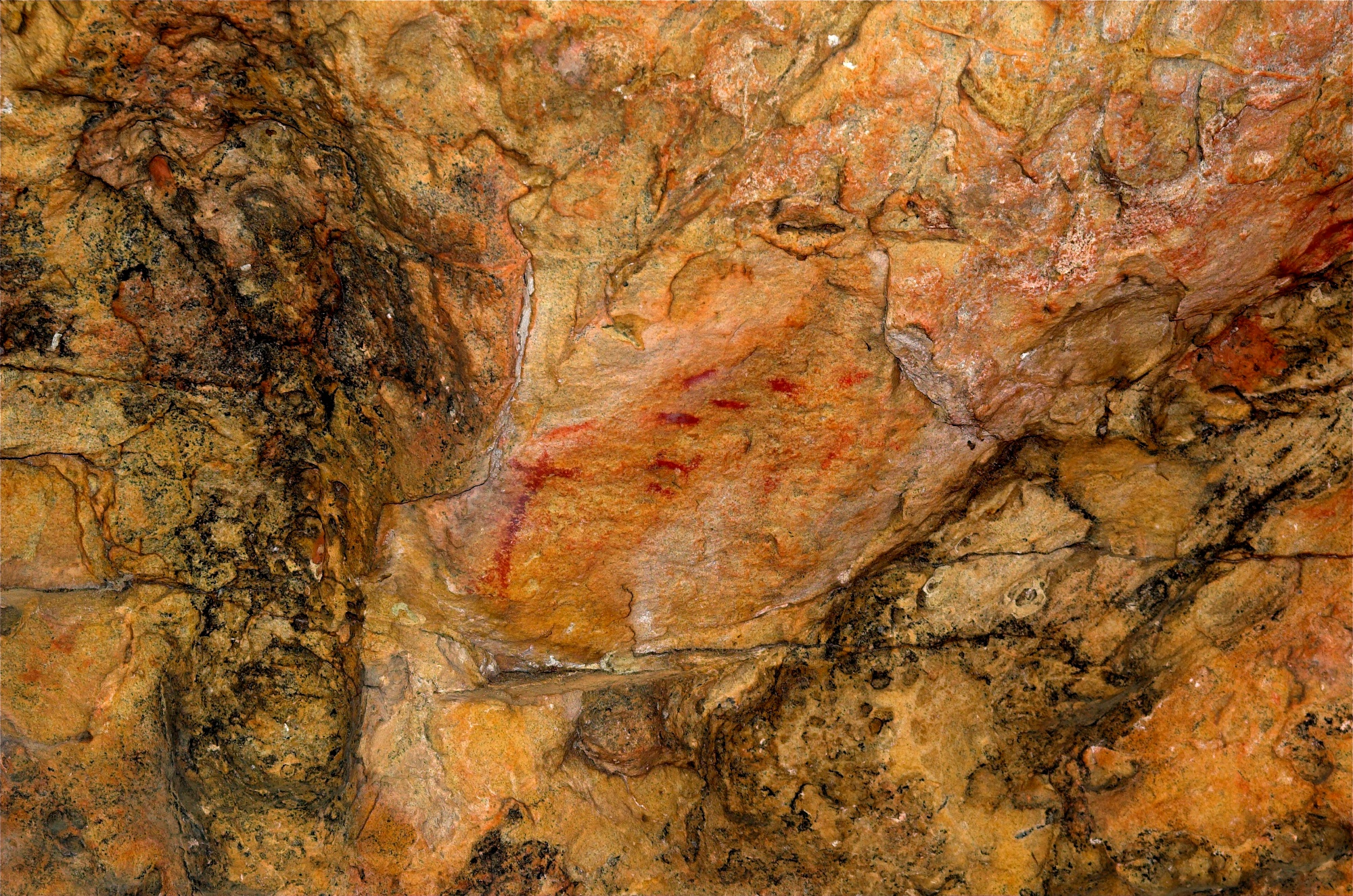
Antropomorfo y varias barras del abrigo n.º 10.

### Los abrigos rocosos
El enclave arqueológico de Peñas de Cabrera se localiza en un cerro salpicado de afloramientos de areniscas silíceas muy duras y compactas, en las que la erosión natural ha socavado multitud de cavidades.
Para el mejor estudio de este yacimiento, se dividió el área en cuatro sectores (A, B, C y D), cada uno de ellos cuenta con un número de abrigos similar, en torno a la veintena. En total han sido contabilizados 77 abrigos rocosos.
Se tienen datos como las coordenadas geográficas, la altitud y orientación de cada uno de ellos, y se cuenta con un diagnóstico relativo a los rellenos sedimentarios que se observan en algunos de ellos, en los que se plantea la posibilidad de efectuar en el futuro cortes y sondeos estratigráficos.
- Sector A (Abrigos 1 al 17). Cuenta este sector con un total de 17 abrigos, resultando un número de 10 abrigos con arte rupestre.
- Sector B (Abrigos 18 al 38). El total de abrigos que corresponde a este sector es de 21, de los que 13 registran motivos artísticos.
- Sector C (Abrigos 39 al 59). El número de abrigos registrados en este sector se eleva a 21. Sólo 3 presentan manifestaciones artísticas.
- Sector D (Abrigos 60 al 77). Son 18 abrigos y sólo 3 de ellos presentan motivos artísticos.

### Pinturas rupestres
Rafael Maura nos propone una clasificación de las técnicas de ejecución para los motivos pictóricos postpaleolíticos registrados en las tierras de Antequera:
- Dedo. Impresión. Dedos índice y pulgar. Se obtienen puntuaciones en rojo y ocre (La Escardadera, Tajo del Vilo, Peñas de Cabrera, El Romeral).
- Dedo. Fricción. Dedos índice y pulgar. Se obtienen signos y antropomorfos en color rojo, presente en la mayoría de los yacimientos.
- Pincel. Se obtienen signos y antropomorfos en rojo (Tajo del Molino, Cueva Alta, Peñas de Cabrera) y negro (Casilla del Búho).
- Carboncillo. Se obtienen signos (Cueva Rota).[2]

Las sustancias empleadas para la confección de la pintura parten del óxido del hierro en polvo, disuelto en algún tipo de líquido.
En la actualidad, tenemos constancia de la existencia de 25 abrigos pintados y reconocidos una veintena de motivos que no aparecían en los primeros trabajos de Barroso y Medina.
En Peñas de Cabrera, encontramos figuras individuales de una amplia variedad: antropomorfos acéfalas, jinetes y figuraciones arborescentes. Su importancia como ámbito sagrado, de carácter simbólico, se acrecienta si tenemos en cuenta, que en este lugar se producen afloramientos de malaquita, apreciada por las primeras poblaciones metalúrgicas.
Las tipologías son muy características de este estilo artístico. Entre los antropomorfos, encontramos representaciones cruciformes, en “T”, “tipo golondrina”, ancoriformes, en “Y”, en doble “Y”, de brazos y piernas en cruz, en doble “T”, de “brazos en asa”, de brazos en círculo, de brazos en ángulo y en “Phi” griega.
Son formas muy estandarizadas, algunos antropomorfos aparecen matizados por elementos añadidos, que parecen referirse a detalles corporales, atuendos o utensilios.
No se encuentra ninguna representación en la que se detallen las manos o los pies, se incorpora a las figuras puntos y barras, representando quizás, algún tipo de utensilio o armamento. 
Resulta muy complicado percibir si estas representaciones se refieren a figuras masculinas o femeninas, ya que la mayoría son figuras realizadas a partir de dos trazos cruzados, atribuidos al tronco (el vertical) y de las extremidades superiores (el horizontal), solo cuando quedan evidenciadas las extremidades inferiores cabe interpretar la prolongación de vástago vertical como un pene, así podríamos distinguir algunas representaciones masculinas.
Si encontramos una gran dificultad para localizar las figuras masculinas, más difícil aún es localizar representaciones femeninas, aunque en algunos casos, puede aceptarse que las tipologías antropomorfas concebidas a partir de trazos curvados pudieran hacer alusión a las mujeres.
Los motivos artísticos que aparecen en Peñas de Cabrera se caracterizan por un alto grado de esquematismo, destacan los motivos antropomorfos sobre las demás representaciones, aunque encontramos una gran uniformidad estilística, únicamente se utiliza el color rojo, con distintas tonalidades. No se encuentran figuras superpuestas, por lo que se deduce que todas estas representaciones pudieron realizarse en la misma época, pero lo que si se ha encontrado ha sido figuras remarcadas, lo que supone un indicio de la perduración en el tiempo del uso social de estas manifestaciones.
El número de representaciones que aparecen en los abrigos es irregular, ya que hay veces en las que solo aparece una figura, en otros abrigos aparecen muchas figuras pero con un gran espacio entre unas y otras; en ocasiones ocupan por completo los paneles rocosos, dando lugar a complejas composiciones.
En Peñas de Cabrera encontramos que los grupos compositivos son muy numerosos, aunque a veces solo estén constituidos por grupos antropomorfos, suelen combinarse con signos, estos presentan tipologías muy características, destacando los pectiniformes, ramiformes, bitriangulares, cuadrangulares, reticulados, circulares y oculados.
Cecilio Barroso y Francisca Medina realizaron en el 1988 un primer estudio sobre las pinturas de Peñas de Cabrera, en este primer texto de los 22 abrigos presentes en este yacimiento desarrollan los más importantes, uno de ellos es el abrigo n.º 3.

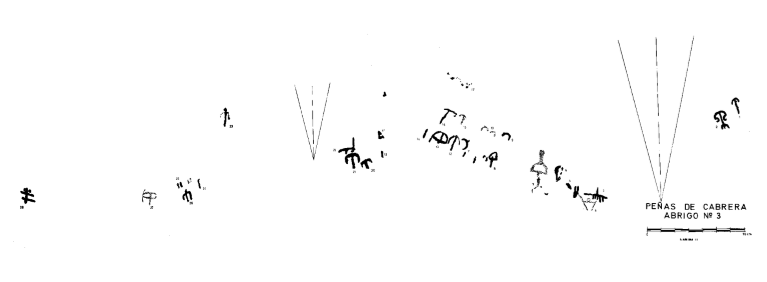
Abrigo n.º 3 de Peñas de Cabrera. Imagen tomada del artículo de Cecilio Barroso y Francisca Medina del año 1982.

El abrigo n.º 3 está abierto en una de las laderas del cerro, los dibujos presentes pertenecen en su gran mayoría a figuras humanas, aunque aparecen otros motivos como dos ídolos y algunos animales. Esta cavidad posee 15 esquemas humanos de un total de 28 figuras, por lo que en este abrigo existe un carácter antropomórfico. 
La figura humana que encontramos en este abrigo presenta una gran variedad de formas y actitudes, es del tipo golondrina, dos con cabeza muy alargada y otras dos con la cabeza algo señalada, el resto son acéfalas.
Los paralelos existentes son bastante numerosos dentro de la pintura esquemática española. Encontramos varios yacimientos con figuras de tipo golondrina con cabeza, entre los que destacamos: la Cueva de la Victoria (Málaga) y Saladavieja (Cádiz).
Las figuras humanas acéfalas tienen presencia más presencia en otros yacimientos, entre los que destacamos: Chorreón del Salado (Cádiz), Cueva de la Victoria (Málaga), Tajo Amarillo (Cádiz) y Piedras de la Cera (Almería).

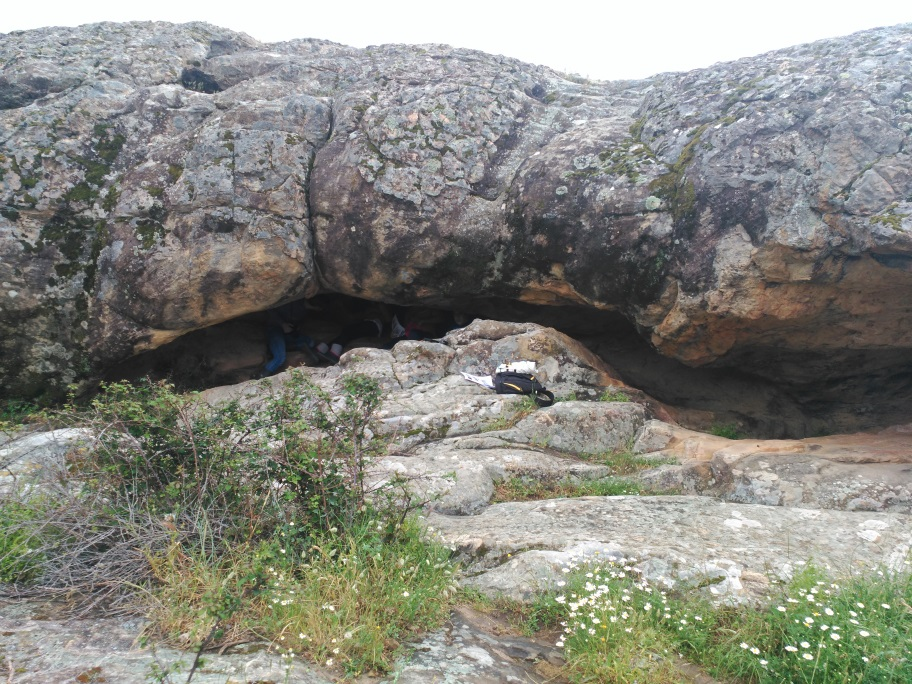
Abrigo nº11, es su interior se encuentra la escena dinámica.

La figura humana de H invertida, representada en este abrigo es muy numerosa en la pintura rupestre esquemática. Cecilio Barroso y Francisca Medina, piensan que en este abrigo hay una escena de equitación, con dos ídolos. Aunque esto ha sido debatido por numerosos investigadores, ya que creen que las poblaciones prehistóricas no pintaban ídolos.
En ocasiones se parecían actitudes dinámicas, como es el caso de la escena principal representada en el abrigo n.º 11, donde encontramos una disposición irregular de las figuras formando una especie de círculo, la cual da sensación de movimiento.
Descomposición de la escena en una tipología de protagonistas:
•Parejas: Se observan en la imagen dos parejas, una a cada uno de los lados de la composición, son los únicos personajes que se han representado tocándose.

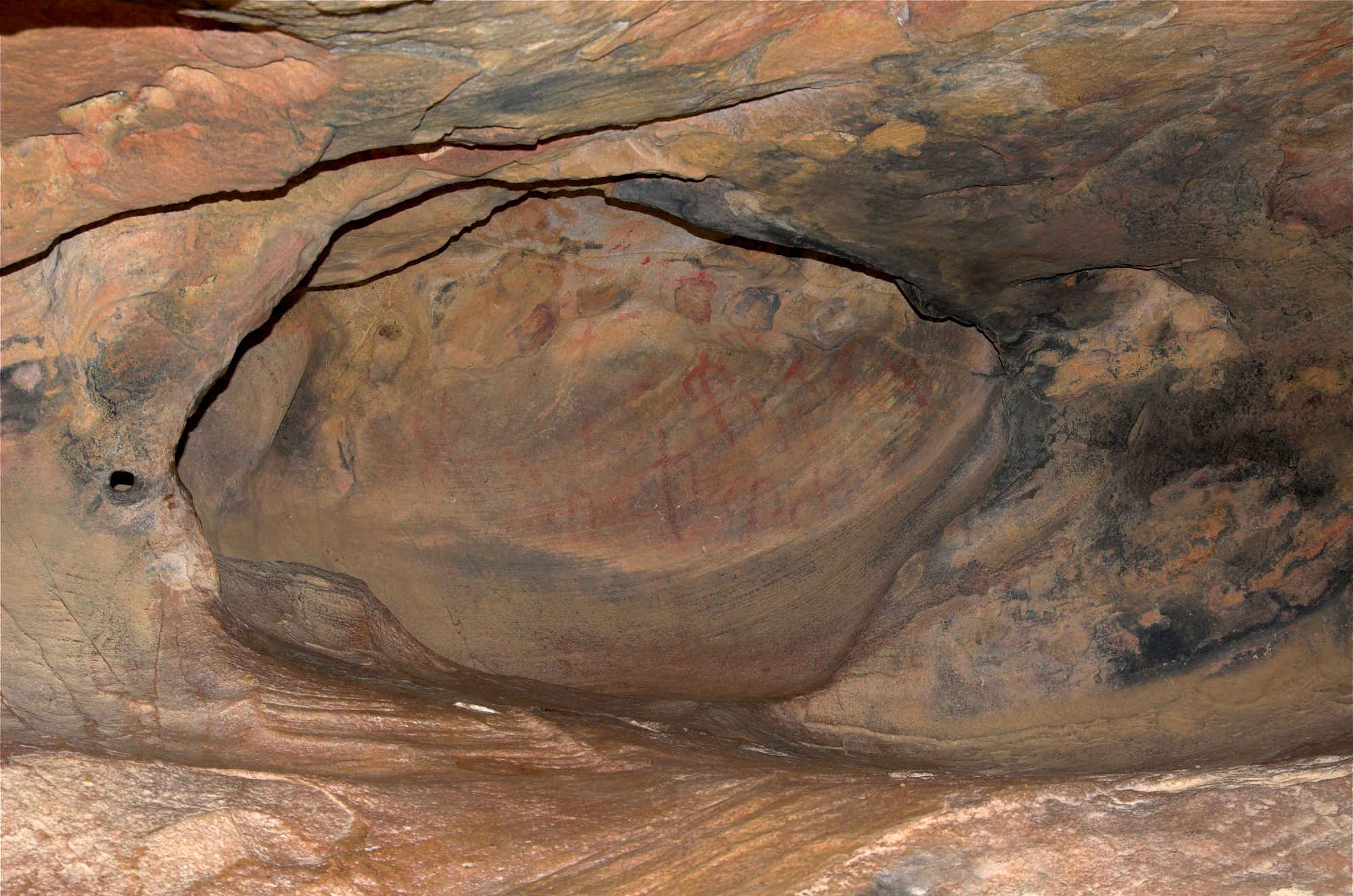
Vista interior del abrigo n.º 11.

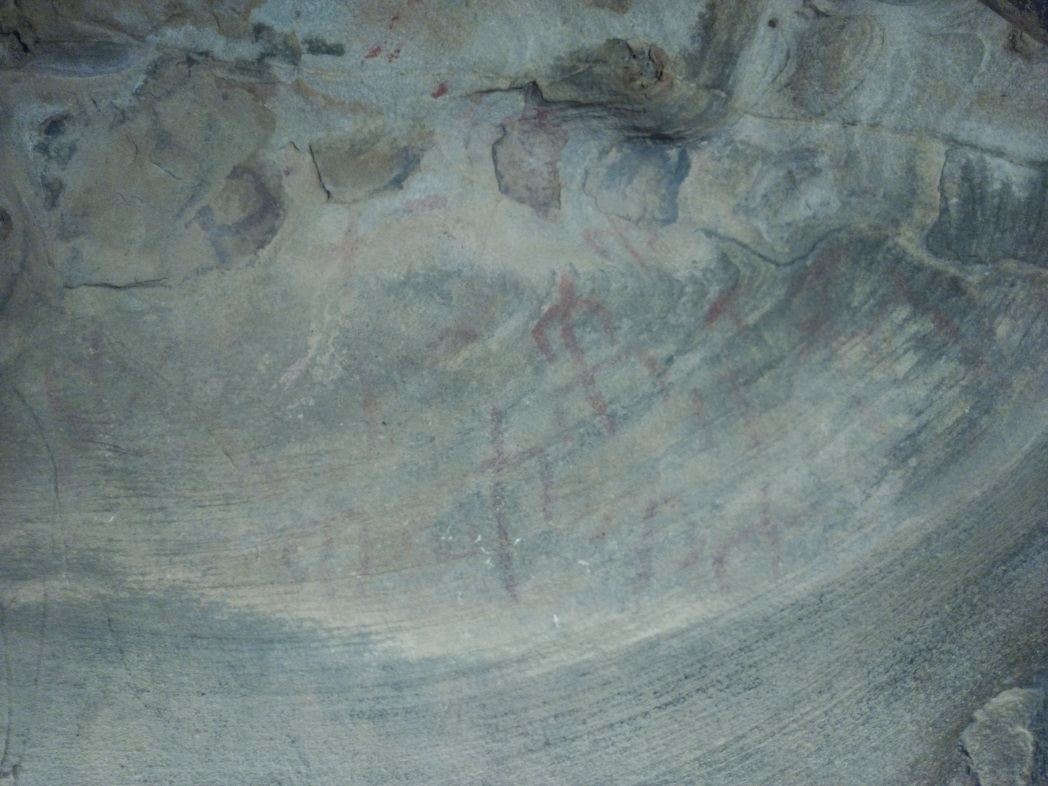
Escena dinámica del abrigo n.º 11.

•Individuos: Representados de forma exclusiva, aparece uno muy alto, otro que parta un objeto, se cree que pueden ser dos hoces, y el último de ellos tiene el órgano reproductor masculino muy marcado.
•Otros protagonistas: En la composición hay otros motivos, signos de menor tamaño y cuatro individuos representados de forma parecida.
Gracias al estudio de Cecilio Barroso y Francisca Medina, sabemos que existen algunos paralelos con respecto a la pintura encontrada en el abrigo n.º 11 de Peñas de Cabrera, el más cercano es de una figura hallada en Cueva Betín (Cádiz), aunque también ay figuras semejantes en la Cueva de las Grajas y en el abrigo del Arroyo de Santo Domingo, estos dos en Jaén.
Encontrar paralelos a la danza de Peñas de Cabrera dentro de la pintura esquemática peninsular no es nada fácil, ya que este tipo de manifestación artística es muy poco abundante y  de los que han llegado a nuestros días, son de muy difícil interpretación para los investigadores.
Una afirmación muy interesante que nos hace Cecilio y Francisca es que la pintura rupestre esquemática tiende a lo narrativo, por la gran cantidad de escenas pictóricas que representaban nuestros antepasados de la su estilo de vida y de sus aspectos religiosos.

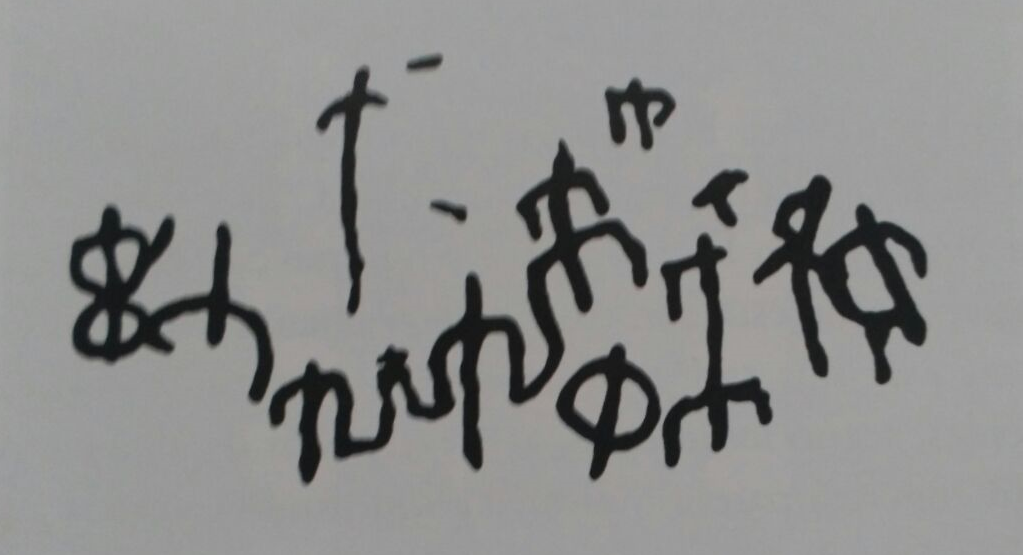
Composición pictórica interpretada como una escena de danza, abrigo n.º 11. Reproducción de Barroso y Medina tomada de su artículo de 1998.

Existe una danza semejante a esta en el Abrigo Cholones (Córdoba), en la que hay un pequeño número de figuras humanas, todas ellas femeninas excepto un varón que se encuentra en el centro de la composición, aparece un antropomorfo en forma de “T”, similar al que hemos visto en Peñas de Cabrera. Otra figura parece que tiene sobre su cabeza un tocado, siendo evidente que desempeña un papel importante dentro de la composición. Para los investigadores, esta pintura les sugiere algún ritual relacionado con el sexo.
Los autores de este artículo nos lanzan una afirmación muy interesante y mediante la cual nos hacen realizar una profunda reflexión y es que en todas las composiciones aparece una figura con forma de “T”, los investigadores interpretan que es un hombre, pero si nuestros antecesores en vez de representar al sexo masculino, pero otros estudiosos creen que esta figura podría tratarse en realidad de un diosa femenina.

### Grabados
En Peñas de Cabrera los grabados no se circunscriben al interior de los abrigos, ya que muchos de ellos se encuentran en el exterior, siempre en superficies horizontales.
El número de abrigos en los que han sido localizados grabados rupestres asciende a un total de siete. Aparecen principalmente dos tipos de motivos, las cazoletas y los grabados lineales.
La forma más plausible para la ejecución de las cazoletas sería la abrasión por medio de un útil lítico redondeado, para ello utilizaban como materia prima la cuarcita.
Las cazoletas se localizan en cuatro abrigos, en lo que se refiere a los grabados lineales, todos ellos tienen sección en “V”, presentando en la mayoría de ocasiones apariencia fusiforme respondiendo a procesos abrasivos que obedecen a incisiones repetidas hacia arriba y hacia abajo, realizas por algún instrumento lítico.

### Otras evidencias de frecuentación
En Peñas de Cabrera varios abrigos tienen la posibilidad de ser excavados, lo que nos puede ofrecer nuevos restos arqueológicos, como es el caso de la cerámica.
Se ha encontrado una gran de cantidad de material lítico, entre los abrigos 38 y 51. En el interior de este último, se ha encontrado una gran cantidad de lascas y fragmentos de varios tamaños, lo que nos hace indicar que este abrigo se debió de usar como taller. La pieza más importante apareció en el abrigo 38, una pequeña lámina de sección trapezoidal que podemos adscribir hacia un Neolítico final- Calcolítico.
Aparte del arte rupestre y del material lítico, el enclave presenta algunos lugares que posiblemente pudieran haber sido objeto de transformación de carácter arquitectónico durante la prehistoria. Se trata de una de las estructuras de mayores dimensiones y consiste en un gran semicírculo formado por piedras de gran tamaño, esta estructura cierra una explanada, localizada inmediatamente delante de los abrigos principales, se cree que este lugar pudo ser usado para la celebración de reuniones. 
Los trabajos de la universidad de Málaga en el dolmen del "Tajillo del Moro"

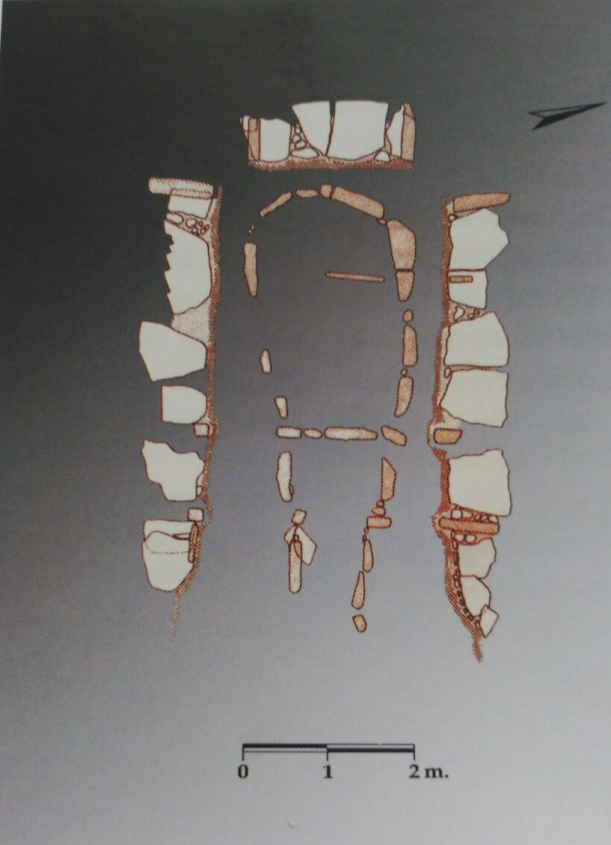
Planta y alzado del dolmen del Tajillo del Moro, Según Ferrer et al., 1980.

Este dolmen fue descubierto y excavado a finales de los años setenta por miembros del departamento de Prehistoria y Arqueología de la Universidad de Málaga, dirigidos por los profesores Ignacio Marqués y José Enrique Ferrer. 
Se encuentra próximo al conjunto rupestre, en un altozano perteneciente al cortijo del Hospital, además, es rodeado al sur y al norte por cursos fluviales.
Tajillo del Moro es un sepulcro megalítico de pequeñas proporciones. En la actualidad solo quedan los ortostatos laterales, la piedra cabecera y una de las cobijas. Es un dolmen de corredor con la cámara en forma ovalada y el corredor largo, trapezoidal y segmentado en dos tramos. El carácter funerario y colectivo de esta construcción se reconoce a partir del hallazgo de una serie de huesos correspondientes a tres individuos.
Los ajuares funerarios que se encontraron en Tajillo del Moro son cerámicos, líticos y metálicos. Los restos de cerámica pertenecen a cuencos, platos y fuentes; las piezas de sílex son más numerosas, destacan las puntas de flecha, láminas retocadas, una muesca y un raspador. Han aparecido también restos óseos de origen animal, pertenecientes en su gran mayoría a bóvidos, estos se los colocaban al difunto como alimento para la otra vida.
La gran cantidad de puntas de sílex nos muestran un posible aprovechamiento de los recursos de los montes de Málaga. El hacha de metal puede considerarse un elemento de prestigio de una población experimentada en las prácticas metalúrgicas.

## Cronología
En todos los abrigos la única coloración que encontramos es la roja, con algunas variaciones en tono e intensidad, esta característica cromática no lleva implícito una diversidad de fases, sino que la composición del color original  ha perdido parte de sus características, por fenómenos endógenos a la roca como la capilaridad de la misma o exógenos, como puede ser el grado de fosilización de la manifestación pictórica.
Por estos fenómenos les fue imposible a los investigadores determinar si existen distintas cronologías en base al cromatismo presente. Se piensa que la contemporaneidad o no de todas las pinturas podrá ser establecida tomando como hilo conductor su similitud morfológica y estructural, la cual está demostrada en todos los abrigos.
Generalmente viene siendo aceptada por la inmensa mayoría de los investigadores de este tipo de manifestación artística pertenece a la prehistoria reciente, concretamente a la Edad del Cobre. Se le da una cronología en torno al Bronce I Hispano, basándose en el material mueble aparecido en el yacimiento arqueológico, sin embargo, la cronología es la cuestión más difícil de resolver. Además se ha llegado a pensar que las cazoletas presentes en algunos abrigos pueden ser posteriores a las pinturas
En el caso del dolmen “Tajillo del Moro”, los investigadores, por todas las evidencias arqueológicas encontradas, lo sitúan hacia un Calcolítico Antiguo, entre el 2600 y el 2300 a. C.

## Propuestas interpretativas

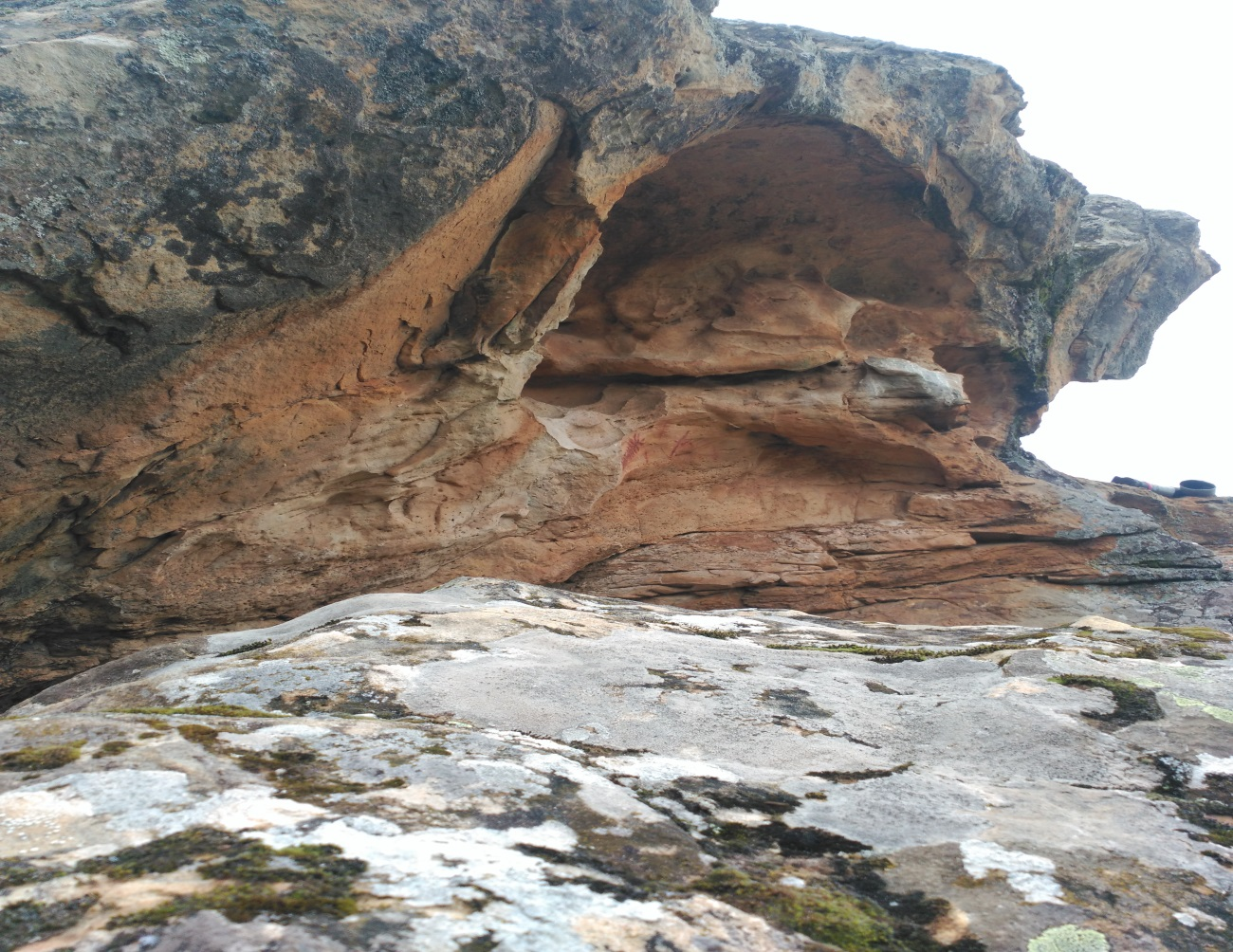
Abrigo n.º 12.

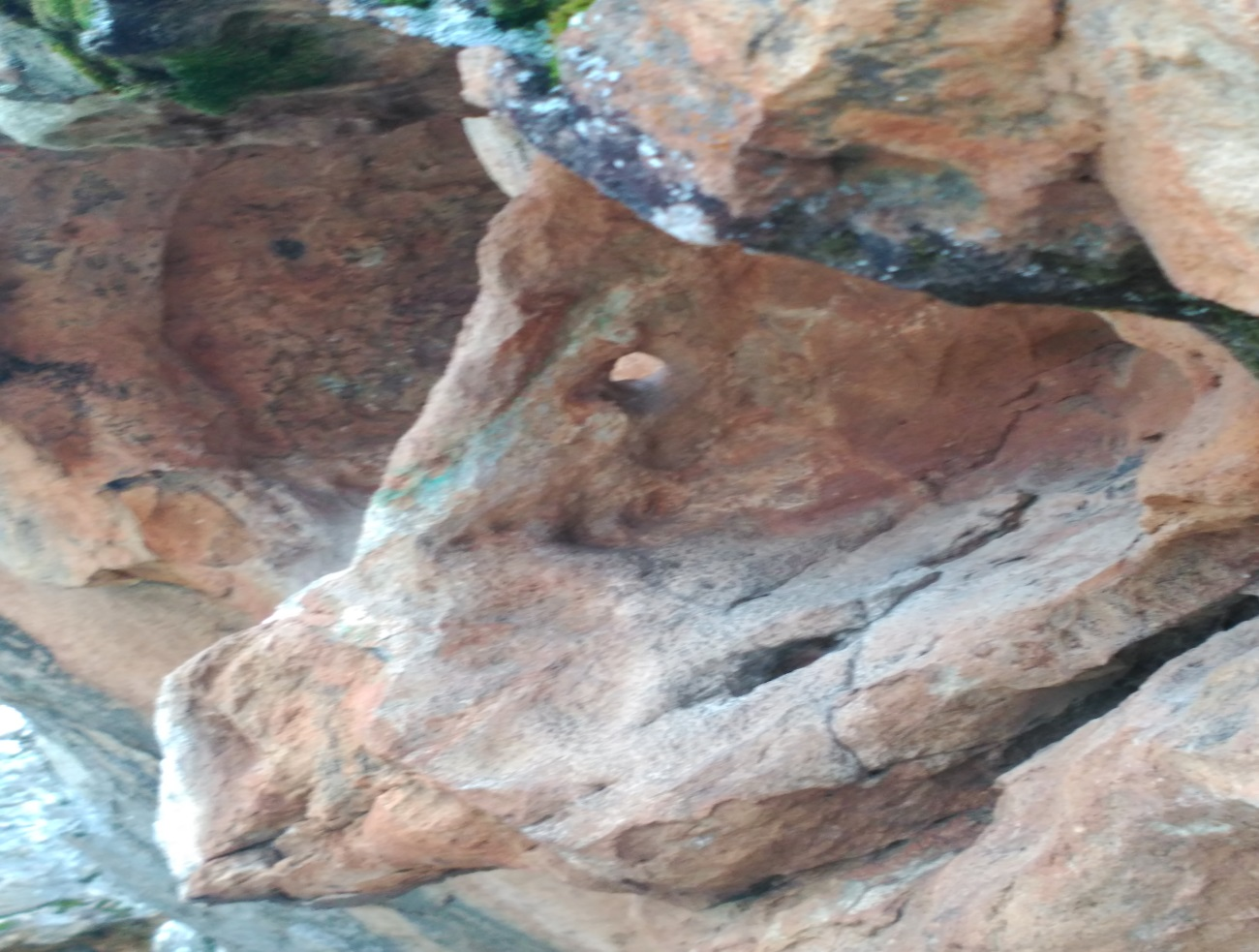
Pliegue en la roca (Abrigo n.º 12)

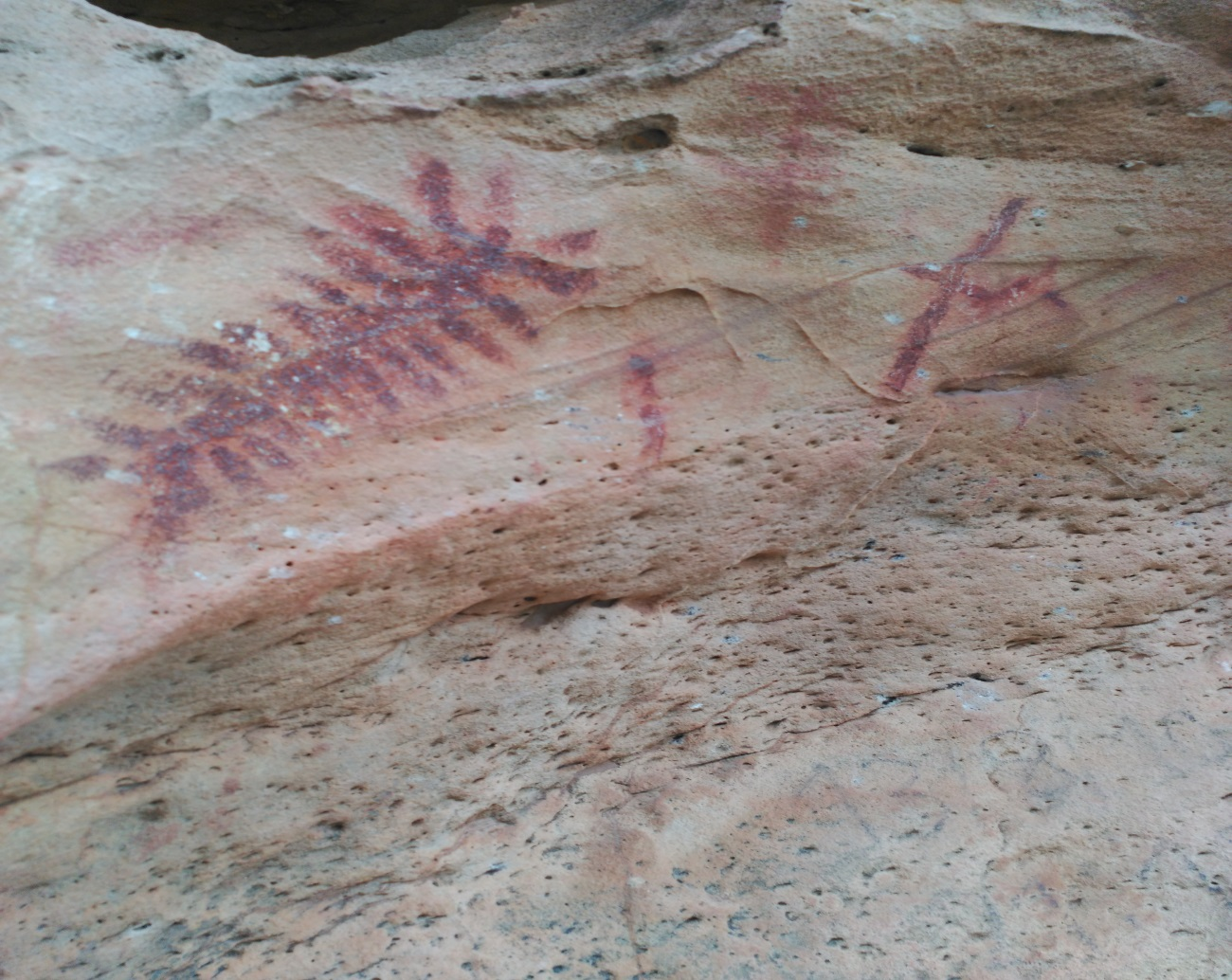
Remiforme situado en el abrigo n.º 12.

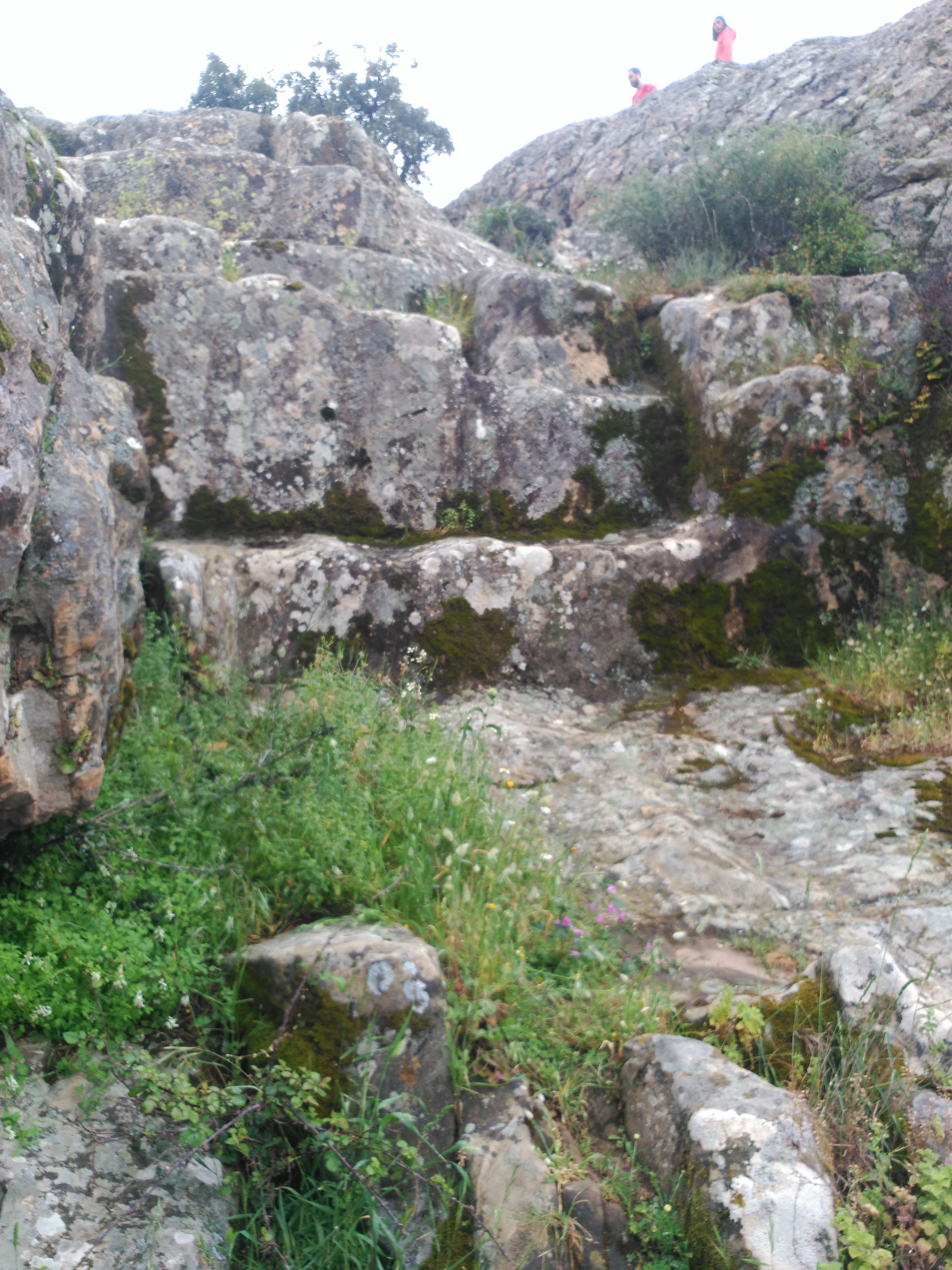
Cantera situada entre los abrigos n.º 11 y n.º 12.

En Peñas de Cabrera se dan juegos visuales que requieren ser observados desde una determinada posición, por ejemplo, en el abrigo n.º 20 hay una figura humana en actitud dinámica que solo se ve si nos damos la vuelta y miramos hacia el interior de la visera que cubre el abrigo, pero más espectacular es la perforación practicada en un pliegue del abrigo n.º 12, a través del cual puede verse el orto solar del solsticio de verano.
Las relaciones de visibilidad, los alineamientos, o las orientaciones astrales no dejan de tener cierta parcialidad en cuanto al estudio de las manifestaciones rupestres primitivas. Son datos que se deben tener en cuenta, aunque en realidad representan solo una parte de la investigación, de hecho, las formas esquemáticas que podemos relaciones con estos factores son muy escasas, además, el arte esquemático estuvo relacionado con otros muchos aspectos de la existencia.
Parece claro que tanto el arte rupestre prehistórico en general como el esquemático en particular, son una expresión de los modos de vida de las sociedades que los produjeron, y que su intención última debió ser la transmisión generacional.
Un caso particular lo encontramos en el abrigo n.º 12, en que encontramos a un antropomorfo portando un objeto, en un primer momento, los investigadores supusieron que este objeto debía de ser algún tipo de material bélico, pero posteriormente se pensó que debía de ser un objeto de labranza o un hacha.
Una de las tipologías más características del arte esquemático lo encontramos en Peñas de Cabrera, los antropomorfos de brazos y piernas en cruz o de tipo “T” doble, este tipo de representaciones las encontramos en el abrigo n.º 5, 31 y 34. La insistencia en la disposición de estas tipologías en lugares destacados de las composiciones nos indica que mediante esta tipología, quería representarse a un personaje principal, por lo que esta imagen estaría ligada a la personificación del poder. Esta es la hipótesis que se tiene para este tipo de representaciones.
Los signos son aquellos motivos no representativos de la figura humana, incluyendo los que pudieran haber tenido una dimensión simbólica. En este caso es posible, ya que ni en Peñas de Cabrera ni en toda la provincia se Málaga se conocen representaciones netamente zoomorfas. Los signos más simples son barras y puntos.
Las barras pueden hacer referencia a un concepto simple de unidad, aunque también pueden considerarse como la forma más reducida de expresar la condición humana. Los puntos suelen representarse formando grupos, esto es muy habitual en Peñas de Cabrera, esto lo encontramos en los abrigos n.º 11, 31, 33 y 39. Los signos más abundantes en Peñas de Cabrera son los pectiniformes, ramiformes y rectangulares.
La problemática de los pectiniformes y ramiformes viene dada por las interpretaciones de Pilar Acosta relativas a tipología compuesta. Esta autora cree que las figuras con forma de “Pi” griega representarían a una pareja con los brazos entrelazados. Julián Bécares es contrario a esta teoría, ya que pone en duda la inclusión de estos signos como figuras humanas, aunque al final acaba incluyéndolas en su categorización en el apartado de antropomorfos.
En cuanto a los ramiformes, Pilar Acosta los considera como la visión sintética de varias figuras humanas alineadas, ya que entiende que la asimilación de una serie de figuras humanas al mismo motivo responde a que quiere significarse una relación entre ellas de la índole que sea. 
Se ha encontrado casos en los que estos signos se encuentran incluidos en otras formas, generalmente cuadrangulares, esto se considera como un modo de representar algún tipo de habitáculo, un lugar de reunión, etc.
En Peñas de Cabrera encontramos rectángulos, en algunos casos abiertos, con una especie de viga interior, vertical u horizontal. Estas representaciones en la mayoría de las ocasiones se encuentran asociadas a figuras antropomorfas.
Bitriangulares, reticulados y circulares tienen escasa presencia en Peñas de Cabrera. Desde el punto de vista representativo, la que ha suscitado un mayor interés son las representaciones bitriangulares. Bécares definió a este tipo de representaciones como el modo más básico de representación de un “ídolo”. Para ello se basa en numerosos paralelos de objetos muebles de piedra y hueso identificados con este tipo de simbología.
En Peñas de Cabrera solo conocemos un bitriangular en el abrigo n.º 6. En el abrigo n.º 37 encontramos lo que parecer ser un ídolo oculado, aunque se encuentra muy deteriorada, se aprecian los trazos curvos que conforman las cejas y ojos. 
Sobre estos se han propuesto diversas interpretaciones, se relaciona la marida fija con el control simbólico del territorio, siendo iconos vigilantes y protectores de los recursos económicos de las tierras explotadas por los pobladores de Peñas de Cabrera.
El abrigo n.º 10 debió de ser uno de los más significativos y con una gran iconografía, ya que ocupa un lugar central en el yacimiento, pero las pinturas que encontramos aquí son escasas y con bastante espacio entre unas y otras. Encontramos un gran pectiniforme en el lado izquierdo, la escena central, está compuesta por un antropomorfo cruciforme que se relaciona con otros dos antropomorfos de diferente color.
Como bien explica Rafael Maura, a modo de conclusión, el arte esquemático de Peñas de Cabrera se nos muestra como un todo ordenado y coherente con los modos de vida que presuponemos para estos grupos humanos de la prehistoria reciente.

## Otros restos
Por último, el estudio ocupacional de la zona permite identificar restos de materiales pertenecientes a época romana y musulmana, también a este último período correspondería, posiblemente, unos frentes de cantera y una serie de grabados cruciformes. De momentos posteriores, ya modernos, son algunas estructuras dispersas, una calera y dos eras.